# Lecanopsis shutovae
Lecanopsis shutovae är en insektsart som beskrevs av Borchsenius 1952. Lecanopsis shutovae ingår i släktet Lecanopsis och familjen skålsköldlöss. Inga underarter finns listade i Catalogue of Life.